# Estornell cellut
L'estornell cellut (Enodes erythrophris) és un ocell de la família dels estúrnids (Sturnidae) i única espècie del gènere Enodes Temminck, 1839. És endèmic de l'illa de Sulawesi. Els seus hàbitats són els boscos tropicals i subtropicals de frondoses humits de les terres baixes i de l'estatge montà. El seu estat de conservació es considera de risc mínim.